# Oreogrammitis muscicola
Oreogrammitis muscicola är en stensöteväxtart som beskrevs av Barbara S. Parris. Oreogrammitis muscicola ingår i släktet Oreogrammitis och familjen Polypodiaceae. Inga underarter finns listade.